# Gomphus graslinii
Gomphus graslinii es una especie de odonato anisóptero que pertenece a la familia Gomphidae.

## Características
Tienen los ojos muy separados, una característica que comparten con los Petaluridae y con los zigópteros. Los adultos miden usualmente de 4 a 7 cm de longitud. Vive en arroyos, ríos, arroyos o lagos en estado próximo al natural. Gónfido caracterizado por sus amplias líneas negras en las áreas antehumeral y humeral del tórax, sus patas son mayoritariamente negras salvo las coxas, que son amarillas, y los fémures, que tienen rayas amarillas.

## Distribución
El área de distribución de esta especie sólo comprende una parte de la península ibérica y parte del sur y suroeste de Francia. En Francia, las poblaciones se hallan claramente en regresión en el oeste, siendo estables en la zona del suroeste, al oeste del río Rodano.
En la península ibérica habita en Portugal, excepto en la parte central del país, y en España en el suroeste de Galicia, suroeste de Castilla y León y sur y suroeste de Andalucía.

## Hábitat
Aunque se trata de una especie de aguas corrientes, parece ser más común en las zonas de remanso, como ocurre con Macromia splendens, especie con la que suele compartir el hábitat. En Francia vuelan desde mediados de junio a mediados de agosto. Los especímenes ibéricos entre primeros de junio y mediados de julio.